# Кравченко, Станислав Иванович
Станислав Иванович Кравченко (укр. Станіслав Іванович Кравченко; род. 5 марта 1967, село Одинцы, Козелецкий район, Черниговская область) — украинский судья, председатель Верховного Суда Украины с 26 мая 2023 года. Член Высшего совета правосудия по должности.

## Биография
Родился 5 марта 1967 в селе Одинцы Козелецкого района Черниговской области.
Трудовую деятельность начал в 1985 году.
В 1991 году окончил Украинскую юридическую академию им. Ф. Э. Дзержинского по специальности «правоведение» (ныне — Национальный юридический университет имени Ярослава Мудрого).
В 1991—1992 годах был юрисконсультом и нотариусом.
В течение 1992—1993 годов — стажёр народного судьи Козелецкого районного народного суда Черниговской области.
С 1993 по 2002 год — судья Козелецкого районного суда Черниговской области, а на протяжении 2002—2011 годов — судья Апелляционного суда города Киева.
19 мая 2011 года избран судьёй Высшего специализированного суда Украины по рассмотрению гражданских и уголовных дел.
23 апреля 2014 года назначен на должность заместителя председателя этого суда.
Указом Президента от 10 ноября 2017 года назначен судьёй Кассационного уголовного суда в составе Верховного Суда, а 8 декабря возглавил этот суд.
26 ноября 2021 года Станислав Кравченко был повторно избран на должность главы Кассационного уголовного суда.
Кандидат юридических наук (2019).
Член Комиссии по вопросам правовой реформы с 7 августа 2019 года.
26 мая 2023 года Пленум ВСУ избрал Кравченко председателем Верховного Суда, за него проголосовало 108 судей из 148.
Параллельно он стал членом Высшего совета правосудия.

## Критика
В 2003 году судьи Станислав Кравченко, Сергей Слинько и Леонид Глос освободили из-под стражи убийцу Георгия Гонгадзе Алексея Пукача, заменив содержание под стражей на подписку о невыезде, что позволило ему скрыться и скрываться до 2009 года. Пресс-служба ВССУ прокомментировала, что во время отпуска Пукача ещё не обвиняли в убийстве Гонгадзе.
В 2017 году Общественный совет добродетели пришёл к выводу, что кандидат в ВСУ Станислав Кравченко не отвечает критериям добродетели и профессиональной этики. По мнению ГРД, он сообщал ложные сведения об участии в принятии решений с нарушением КЗПЧ, а также вероятно не задекларировал земельный участок.

## Личная жизнь
Женат, есть дочь. Жена Инна Алексеевна работает нотариусом.